# Harutyun I (ormiański patriarcha Konstantynopola)
Harutyun I (ur. ?, zm. ?) – w latach 1885–1888 73. ormiański Patriarcha Konstantynopola.